# Jan Ignác Jarschel
Jan Josef Ignác Jarschel (1710 – 3. září 1775 Litoměřice) byl český římskokatolický duchovní, generální vikář litoměřické diecéze a děkan katedrální kapituly u sv. Štěpána v Litoměřicích.

## Život
V literatuře se objevuje Jarschel někdy jako Jan Ignác, někdy však jen s jedním z těchto jmen. Ve všech případech se však jedná o syna stvolínského biskupského purkrabí a pozdějšího kanovníka litoměřické katedrální kapituly, jímž se stal v roce 1744. V roce 1755 ho litoměřický biskup Mořic Adolf Sachsen-Zeits ustanovil do funkce generálního vikáře litoměřické diecéze, kterou vykonával do roku 1772, kdy se pak stal děkanem kapituly. S jeho jménem je spojeno ustanovení tzv. hofferovsko-jarschelovské nadace. Ta se týkala platu vikaristy katedrálního kostela. Počátek této nadace můžeme vidět už u Gottfrieda Hoffera z Lobenštejnu (1722-1732), ale definitivně byla ustanovena až za Jarschela v roce 1757 (er. ao 1757. - Lg. germ.). Je zajímavé, že velkou roli funkce vikaristy nabyla v období komunistické totality ve 20. století, kdy na toto místo byli ustanovováni kněží, které potřeboval mít režim pod dohledem.